# Bophuthatswana

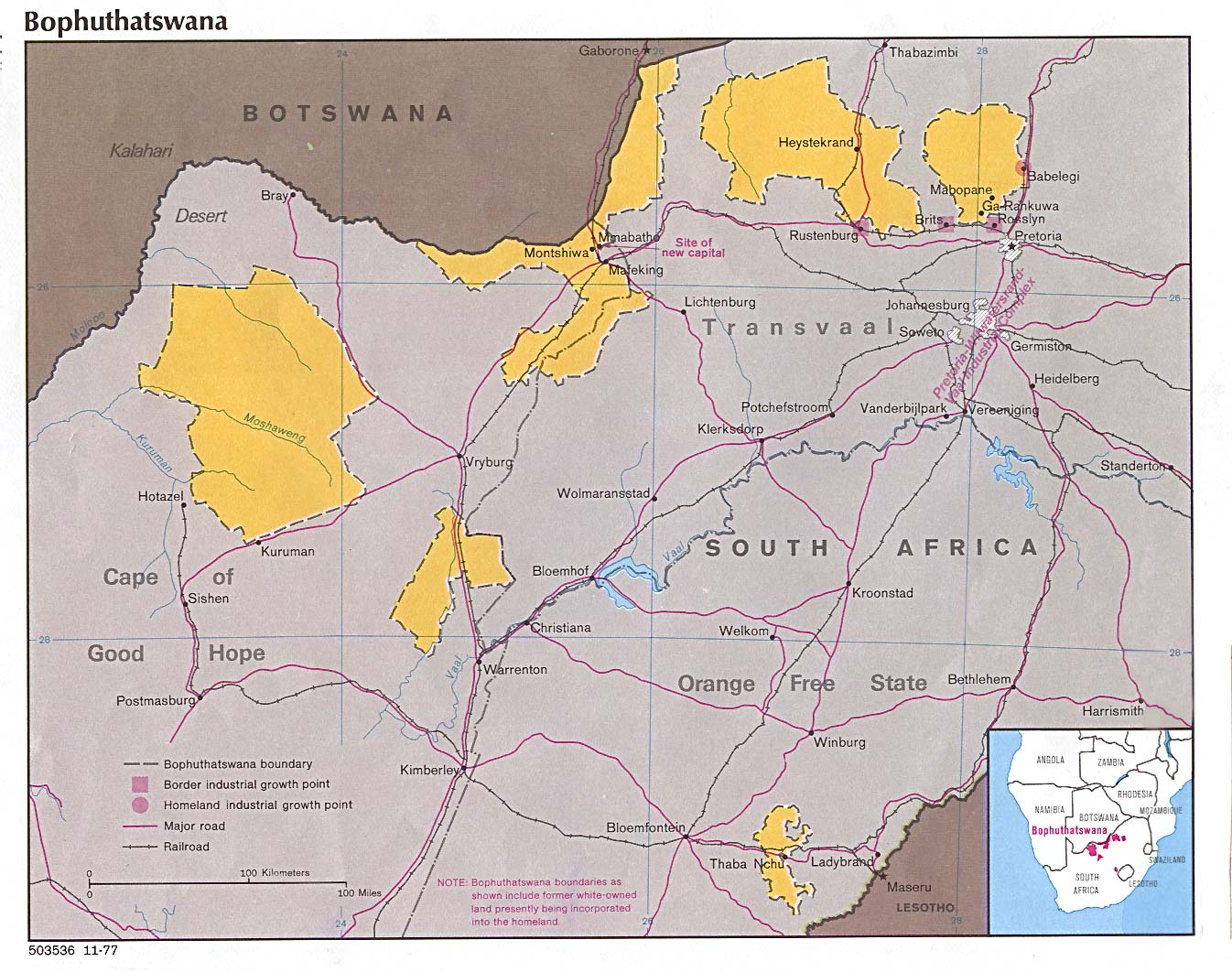
Karte von Bophuthatswana

Bophuthatswana, offiziell afrikaans Republiek van Bophutatswana, englisch Republic of Bophutatswana bzw. Setswana Repabolika ya Bophuthatswana ‚Republik Bophutatswana‘, etwa ‚Das Land, das die Tswana bindet‘, umgangssprachlich Bop, war ein Homeland im nördlichen und zentralen Südafrika. Es wurde 1977 für unabhängig erklärt und 1994 wieder in Südafrika eingegliedert. Es bestand aus sieben isolierten Gebieten, von denen sechs Enklaven in Südafrika waren. Sie lagen verstreut über die damaligen südafrikanischen Provinzen Kapprovinz, Transvaal und Oranje-Freistaat und umfassten etwa 44.000 km². Die Hauptstadt war Mmabatho. Die Ortschaft Heystekrand bei Rustenburg wurde als Verwaltungszentrum des Homelands ausgebaut. Nach anderen Angaben soll Ramitsogo der Hauptstadtstandort gewesen sein.

## Geographie
Alle sieben Regionen liegen im Highveld.

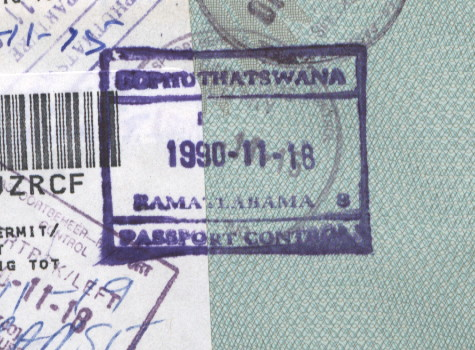
Stempelabdruck vom Grenzübergang Ramatlabama

- Die Hauptstadt Mmabatho, heute ein Stadtteil von Mahikeng, lag in einem unmittelbar an Botswana grenzenden Landesteil. In diesem Gebiet befinden sich auch der Mmabatho International Airport und die Stadt Mafikeng. Die fünf Grenzübergänge auf Straße und Schiene von diesem Gebiet nach Botswana wurden von den Behörden Bophuthatswanas betrieben.
- Westlich davon befand sich ein rund 20.000 km² großes, wüstenartiges Gebiet ohne größere Ortschaften. Es lag nahe an Botswana, hatte aber keine gemeinsame Grenze mit diesem Staat. In diesem Gebiet liegt in der Nähe des Ortes Morokweng der Morokweng-Krater. Unmittelbar südlich des Gebiets liegt die Stadt Kuruman.
- Südlich der beiden erstgenannten Gebiete lag ein kleiner Teil von Bophuthatswana mit dem Ort Taung. Südlich dieses Gebiets liegt die Stadt Kimberley.
- Westlich von Lesotho und östlich von Bloemfontein, auf dem Gebiet der heutigen Provinz Freistaat, lag ein weiteres Gebiet mit dem Zentralort Thaba Nchu. Dort leben auch zahlreiche Basotho. Dieser Teil lag am weitesten von Mmabatho entfernt.
- Östlich des erstgenannten Gebiets lag ein weiterer großflächiger Teil von Bophuthatswana. Dort gibt es bedeutende Bergwerke und den Vergnügungsort Sun City. Größter Ort des Gebiets ist Madikwe. Höchste Erhebung ist der Pilanesberg. Unmittelbar südlich dieses Gebiets liegt Rustenburg. Ein Teil dieses Gebietes gehört zur Royal Bafokeng Nation.
- Östlich des letztgenannten Teils lag ein Gebiet mit den Orten Ga-Rankuwa und Mabopane. Diese beiden Städte gehören heute zur Metropolregion Tshwane in der Provinz Gauteng.
- Weiter östlich lag ein kleines Gebiet, das an das damalige Homeland KwaNdebele grenzte. Es wurde erst nach 1977 Bophuthatswana zugeordnet.

## Demographie
Bophuthatswana wurde als Homeland für alle Tswana sprechenden Volksgruppen gegründet.
In Bophuthatswana lebten 1982 außerdem 91.000 Shangaan und 60.000 Sotho sowie 2.400 Weiße.
1989 belief sich die Anzahl der Einwohner etwa 1.656.000 Personen. Damit betrug die Bevölkerungsdichte rund 38 Einwohner/km². De jure betrug die Einwohnerzahl 3,2 Millionen, da in Südafrika lebende Batswana dazugerechnet wurden.

## Geschichte

### Territorialbehörde
Ende 1962 verkündete die südafrikanische Regierung öffentlich, dass in Regie des Ministeriums für Bantu Administration and Development sechs „Territorial Authorities“ (deutsch: Territorialbehörden) für Regionen der Bantubevölkerung errichtet worden waren. Für das Gebiet des späteren Homelands Bophuthatswana war das die Tswana Territorial Authority mit neun regionalen Administrativeinheiten (Regional Authority). Diese waren (jeweilige Verwaltungszentren in Klammer):
- Pilanesberg Regional Authority (Rustenburg)
- Hurutshe Regional Authority (Marico)
- Ditshobotla Regional Authority (Lichtenburg, Ventersdorp, Delareyville)
- Barolong Regional Authority (Mafeking)
- Huhudi Bechwana Regional Authority (Vryburg)
- Taung Regional Authority (Taung und Barkly West)
- Seokama Dichaba Regional Authority (Kuruman)
- Batlhaping Regional Authority (Herbert)
- Bakgatla Ndebele Regional Authority (Hammanskraal).[7]

Bophuthatswana wurde als einziges Homeland für die Setswana-sprechende südafrikanische Bevölkerung geschaffen.

### Selbstverwaltungsstatus
Am 1. Juni 1972 erhielt das Gebiet von der südafrikanischen Regierung einen Selbstverwaltungsstatus innerhalb der Republik. Das erfolgte auf Grundlage der Proclamation R130 of 26. May 1972. Am 4. Oktober 1972 fanden in Bophuthatswana Wahlen statt.

### Bantustaat
Der Prozess zu einer von Südafrika angestrebten Unabhängigkeit des Homelands Bophuthatswana ging mit zeitnahen Gesprächen zwischen dem südafrikanischen Staatspräsident Vorster und Chief Mangope einher. Ein wichtiges Thema eines Treffens am 11. Oktober 1977 war die künftige Staatsbürgerschaft der Einwohner. Eine gemeinsam dazu abgestimmte Position gelangte am 15. November 1977 in die Öffentlichkeit. Am 6. Dezember 1977 wurde Bophuthatswana als zweites südafrikanisches Homeland durch ein Gesetz des südafrikanischen Parlaments in die formelle Unabhängigkeit entlassen. Der Status of Bophuthatswana Act (Act No. 89 / 1977) einschließlich seiner Anlage 1 deklarierte das bisherige Homelandgebiet zu einem „souveränen und unabhängigen“ Staat ab einem Zeitpunkt, der nachträglich vom Staatspräsident Südafrikas festgelegt wurde. Die Anlage 2 enthält Angaben darüber, welche rechtlichen und tatsächlichen Merkmale auf die künftige Bürger der Republik Bophuthatswana anzuwenden seien und welche Personen demnach keine Staatsbürger Südafrikas mehr sein sollten. Der Entwurf durchlief ohne Änderungen den Gesetzgebungsprozess der südafrikanischen National Assembly und des Senats. Am 14. Oktober 1977 veröffentlichten staatliche Stellen den Entwurf für eine Verfassung von „BophuthaTswana“, der Republic of BophuthaTswana Constitution Act. In der Verfassung wurden die drei Amtssprachen und Mmabatho als Hauptstadt festgelegt. Zudem bestimmte der Verfassungstext den Präsidenten zum Regierungschef und zum Oberkommandierenden der Streitkräfte. Die Wahl des Präsidenten erfolgte durch ein Wahlgremium, das aus Mitgliedern der Nationalversammlung des Homelands, der National Assembly, bestand.
Der eigenstaatliche Status wurde international jedoch nicht anerkannt. 1980 wurde die Großstadt Mafikeng nach einer Volksabstimmung Teil Bophuthatswanas.
Lucas Mangope wurde Präsident des Landes. Als Vorsitzender der Bophuthatswana Democratic Party (BDP) gewann er 1982 bei den Wahlen zur Nationalversammlung alle 72 zur Wahl stehenden Sitze. 36 weitere Sitze wurden durch ernannte Parlamentarier besetzt, darunter 24 Vertreter der Regionen und 12 „Spezialisten“. Nach einem Putsch 1988 wurde Mangope mit Hilfe südafrikanischer Truppen nach einem Tag wieder eingesetzt. 1990 scheiterte ein weiterer Putsch. Anfang 1994 wurde er durch eine Übergangsregierung ersetzt, da er sich gegen eine Wiedereingliederung Bophuthatswanas in die Republik Südafrika gesperrt hatte. Mitglieder der burischen Afrikaner Weerstandsbeweging (AWB), die eine Chance sahen, zusammen mit Mangope die südafrikanischen Parlamentswahlen zu verhindern, drangen nach Mmabatho ein und erschossen mehrere Passanten. Die dabei gedrehten Fernsehbilder trugen dazu bei, dass viele weiße Südafrikaner ihren Widerstand gegen die anstehende Machtübernahme der schwarzen Bevölkerungsmehrheit aufgaben.

### Wiedereingliederung
Am 27. April 1994 wurde Bophuthatswana zusammen mit den neun anderen Homelands wieder mit Südafrika vereinigt. Vier der sieben Landesteile wurden in die Provinz Nordwest eingegliedert, ebenso das Gebiet um Ga-Rankuwa – später kamen Ga-Rankuwa und Mabopane nach Gauteng –, das Territorium Thaba Nchu in den Freistaat und das östlichste Gebiet in die Provinz Mpumalanga.

## Wirtschaft und Staatshaushalt
Die weltgrößten Platinvorkommen, ferner die Gewinnung von Diamanten, Chrom- und Vanadiumerzen sowie die Einnahmen aus dem Casino von Sun City – in Südafrika selbst war Glücksspiel verboten – machten Bophuthatswana zum „wohlhabendsten“ Homeland.
Die Landwirtschaft konnte sich aufgrund klimatischer und hydrologischer Bedingungen nur eingeschränkt entwickeln. Es existierten Agrarflächen mit Baumwolle und Faserpflanzen (Sisalfaser). Um 1969 gab es 844.016 Hektar Sisalplantagen. In kleineren Dimensionen wurde Baumwolle angepflanzt. Um die landwirtschaftlichen Aktivitäten zu intensivieren, kam es zwischen 1978 und 1979 zur Gründung der Agricultural Deveopment Corporation (AGRICOR), die den agrarwirtschaftlichen Bereich der Bophuthatswana National Development Corporation (BNDC) übertragen bekam. Ein wichtiges Ziel bestand darin, die Zahl der Kleinlandwirte unter der Tswana-Bevölkerung durch Kreditgewährung zu erweitern. Eine Untersuchung der Landwirtschaftspotenziale hatte ergeben, dass trotz trockener Verhältnisse der Weizenanbau auf etwa 100.000 ha und Maisanbau auf 160.000 ha möglich wären.
Das südafrikanische Außenministerium tätigte nach der formalen und international nicht anerkannten Unabhängigkeit von Bophuthatswana einen jährlichen Finanztransfer. Nach einem Gesetz aus dem Jahre 1977 (Act 93 of 1977) waren das beispielsweise für das Haushaltsjahr 1980 22 Mio. Rand. Für den Haushaltszeitraum 1987/88 erhielt das Homeland allein aus dem Etat des Außenministeriums schon 336 Mio. Rand überwiesen, zusätzlich aus anderen Quellen weitere Zahlungen, so dass Bophuthatswana im selben Zeitraum insgesamt etwa 879,98 Mio. Rand an südafrikanischen Transferleistungen zuflossen. Im Haushaltszeitraum 1988/89 belief sich die Zuweisung des Außenministeriums (Pretoria) bereits auf 410 Mio. Rand und für den Haushaltszeitraum 1989/90 stieg die Zuweisungssumme auf 526 Mio. Rand weiter an. Es fielen weitere Erträge des Homelands in Form von Steuern und Zollabgaben aus den Erlösen „grenzüberschreitender“ Wirtschaftsaktivitäten an. Unabhängig von allen Transferleistungen gab es „inländische“ Erlöse aus Steuern und Abgaben, für 1989/90 beliefen sich diese auf 1,547 Mrd. Rand.